# BGL Luxembourg Open 2019
Il BGL Luxembourg Open 2019 è stato un torneo di tennis giocato sul cemento indoor. È stata la 29ª edizione del BGL Luxembourg Open, che fa parte della categoria WTA International nell'ambito del WTA Tour 2019. Si è giocato al CK Sportcenter Kockelscheuer di Lussemburgo, in Lussemburgo, dal 14 al 20 ottobre 2019.

## Partecipanti WTA

### Teste di serie
| Nazionalità | Giocatore           | Ranking* | Testa di serie |
| ----------- | ------------------- | -------- | -------------- |
| Belgio      | Elise Mertens       | 19       | 1              |
| Germania    | Julia Görges        | 27       | 2              |
| Kazakistan  | Elena Rybakina      | 43       | 3              |
| Belgio      | Alison Van Uytvanck | 44       | 4              |
| Slovacchia  | Viktória Kužmová    | 53       | 5              |
| Italia      | Camila Giorgi       | 63       | 6              |
| Francia     | Fiona Ferro         | 65       | 7              |
| Russia      | Anna Blinkova       | 66       | 8              |

- Ranking al 7 ottobre 2019.

### Altre partecipanti
Le seguenti giocatrici hanno ricevuto una Wildcard per il tabellone principale:
- Mandy Minella
- Jeļena Ostapenko
- Katie Volynets

La seguente giocatrice è entrata in tabellone tramite il ranking protetto:
- Denisa Allertová
- Shelby Rogers

Le seguenti giocatrici sono passate dalle qualificazioni:

- Marta Kostyuk
- Antonia Lottner
- Monica Niculescu
- Chloé Paquet

La seguente giocatrice è entrata in tabellone come lucky loser:
- Ysaline Bonaventure
- Bibiane Schoofs
- Stefanie Vögele

### Ritiri
Prima del torneo
- Marie Bouzková → sostituita da  Misaki Doi
- Madison Brengle → sostituita da  Laura Siegemund
- Ysaline Bonaventure → sostituita da  Stefanie Vögele
- Danielle Collins → sostituita da  Caty McNally
- Alizé Cornet → sostituita da  Tamara Korpatsch
- Angelique Kerber → sostituita da  Aliona Bolsova
- Kateryna Kozlova → sostituita da  Ysaline Bonaventure
- Rebecca Peterson → sostituita da  Tatjana Maria
- Lesia Tsurenko → sostituita da  Sorana Cîrstea
- Stefanie Vögele → sostituita da  Bibiane Schoofs

Durante il torneo
- Margarita Gasparyan
- Andrea Petković
- Alison Van Uytvanck

## Campionesse

### Singolare
Jeļena Ostapenko ha sconfitto in finale  Julia Görges con il punteggio di 6-4, 6-1.
- È il terzo titolo in carriera per Ostapenko, primo della stagione.

### Doppio
Cori Gauff /  Caty McNally hanno sconfitto in finale  Kaitlyn Christian /  Alexa Guarachi con il punteggio di 6-2, 6-2.